# 33 a. C.
El año 33 a. C. fue un año común comenzado en sábado, domingo o lunes, o un año bisiesto comenzado en domingo (las fuentes difieren) del calendario juliano. También fue un año bisiesto comenzado en sábado del calendario juliano proléptico. En aquella época, era conocido como el Año del consulado de Octavio y Tulio (o menos frecuentemente, año 721 Ab urbe condita). La denominación 33 a. C. para este año ha sido usado desde principios del período medieval, cuando la era A. D. se convirtió en el método prevalente en Europa para nombrar a los años.

## Acontecimientos

### Roma
- César Octaviano se convierte en cónsul romano por segunda vez. Su compañero es Lucio Volcacio Tulo. Octaviano pronuncia un discurso ante el Senado, de summa Republica, en el que somete las Donaciones.
- Expira el segundo término del Segundo triunvirato. Agripa construye el Aqua Julia, uno de los acueductos de los que depende el suministro de agua de Roma.
- Marco Antonio se anexiona el reino de Media y arregla el matrimonio de su hijo Alejandro Helios con la princesa Iotapa, la hija del rey Artavasdes I.
- La tribu iliria de los kinambroi se rinden a César Octaviano.
- Triunfo del legado de Octaviano, Ap. Claudio Pulcher.[1]

### China
- El príncipe heredero Ao asciende al trono como emperador Cheng de Han (33 a. C.- 7 a. C.)

## Fallecimientos
- Tiberio Claudio Nerón, padre de Tiberio (n. h. 85 a. C.)
- Emperador Yuan de Han (n. 75 a. C.)